# Flooz.com
Flooz.com — американская платёжная система, основанная в Нью-Йорке и проработавшая с февраля 1999 года по 26 августа 2001 года. Компания занималась выпуском виртуальной валюты Flooz (от араб. فلوس‎, fuloos — деньги). Пользователи получали электронные деньги за покупки на сайтах партнёров и могли тратить их во всех совместимых интернет-магазинах. Ретейлеры добавляли поддержку этого способа оплаты для увеличения продаж, а прибыль Flooz.com заключалась в продаже и обратной скупке коинов.
На февраль 2000 года сервис насчитывал 450 тыс. пользователей, и в обороте находилось коинов на 5 млн долларов США. Flooz.com сотрудничала с American Express: держатели платиновых карт могли приобрести $1000 в Flooz всего за $800 фиатных денег. В 2001 году компания столкнулась со скандалом, вызванным расследованием ФБР. Согласно последнему, услуги Flooz.com использовались российско-филиппинской группой злоумышленников для отмывания денег, полученных путём кардинга. На середину 2001-го такие платежи составляли 19 % от всех операций системы, связанных с кредитными картами. Закрытие сервиса пришлось на 26 августа, и главную роль в нём сыграл кризис доткомов. Формально запрос на признание банкротства был подан 31 августа. За весь небольшой промежуток работы компания привлекла от 35 до 50 млн долларов венчурных инвестиций, провела громкую рекламную кампанию с актрисой Вупи Голдберг и смогла составить конкуренцию beenz.com.